# Lex-Seni
Lex-Seni (georgiska: ლექ-სენი, Lek-Seni), född Lekso Kavtaradze 18 juli 1981 i Tbilisi, är Georgiens mest kända rappare som i huvudsak sjunger sina låtar på georgiska.
Lex-Seni föddes i Georgiens huvudstad Tbilisi. Han har bland annat sålt ut den största konsertarenan i Tbilisi, Tbilisis sportpalats när han höll en konsert där. Till hans mest kända låtar hör "Erti gogo" och "Patriotebi".